# Santa Juana (Chile)
Santa Juana es una comuna de Chile ubicada en la provincia de Concepción, Región del Biobío, en la zona central de Chile. Fue cabecera del antiguo Departamento de Lautaro entre los años 1841 y 1865.

## Historia
Santa Juana se encuentra emplazada en el Valle de Catiray, en la ribera sur del Biobío, donde Luis Fernández de Córdova y Arce fundara el Fuerte Santa Juana de Guadalcázar, supuestamente un 8 de marzo de 1626, lo cual serían los cimientos para la fundación de la comuna como tal. El Fuerte Histórico se encuentra ubicado a 48 kilómetros de Concepción y a sólo siete cuadras de la Plaza de Santa Juana.
Aquí se desarrolló el enclavamiento de un fuerte estratégico para cerrar el paso a las tribus vallinas y arribanas que se desplazaban en el área para atravesar el Biobío por el vado de Talcamávida.
La historia relata que Pedro de Valdivia llegó a Catiray en 1550, acompañado de Jerónimo de Alderete y cincuenta jinetes, cruzando el Biobío precisamente por Talcamávida. De ahí en adelante siguieron sus otros viajes al sur para fundar la Imperial Antigua y la ciudad de Valdivia, y después Tucapel, en diciembre de 1553, donde el año siguiente encontró la muerte.
Santa Juana de Guadalcázar fue avasallado y su caserío destruido e incendiado varias veces por los aborígenes. En 1739, por orden del Gobernador don José Antonio Manso de Velasco se lo convirtió en plaza fuerte; se le hicieron fosos, se lo dotó de una buena guarnición y se trazó a su alrededor la población.
En 1765 le fue otorgado el gobernador Antonio de Guill y Gonzaga pidió al Rey de España -y lo obtuvo- el título honorífico de Villa para Santa Juana. Santa Juana fue cabecera del departamento de Lautaro entre 1841 y 1865. El 30 de mayo de 1865, Coronel pasa a ser la nueva cabecera del departamento.
Con la Ley de Comuna Autónoma, el 22 de diciembre de 1891, se promulga el Decreto de Creación de Municipalidades, con el que fue creada la Ilustre Municipalidad de Santa Juana, con sede en Santa Juana y que administra las subdelegaciones 3.ª Santa Juana, 4.ª Santo Domingo y 7.ª San Jerónimo, cuyos límites son fijados por los decretos de 13 de noviembre de 1885, 29 de marzo y 1 de diciembre de 1886.
Los sectores rurales de la comuna fueron casi completamente destruidos en los incendios forestales de febrero de 2023 que azotaron el sur de Chile. El incendio que golpeó la ciudad dejó 15 muertos, más de 1000 viviendas quemadas, cerca de 4500 damnificados y más de 60 mil hectáreas quemadas, es decir, más un 70% del total de la comuna de Santa Juana.

## Medio ambiente

### Geomorfología y componentes abióticos

Trazado simplificado de los ecosistemas y cuerpos de agua presentes en la comuna de Santa Juana.

La comuna de Santa Juana se encuentra emplazada en las unidades geomorfológicas de Llano central con morrenas y conos, Llanos de sedimentación fluvial o aluvional y Cordillera de la costa; y presenta según la clasificación climática de Köppen clima mediterráneo de lluvia invernal (Csb). Esta además se halla entre las cuencas hidrográficas de Costeras e Islas entre el río Biobío y el río Carampangue, río Biobío y río Carampangue. Además, la comuna posee diversos cuerpos de agua, entre los que se destacan el río Cabrera, río Lia, río Maipo y río Rele.

### Componentes bióticos
Dentro del territorio de la comuna se pueden hallar los siguientes ecosistemas:
- Bosque caducifolio mediterráneo costero donde predominan Nothofagus obliqua y Gomortega keule (En peligro crítico)
- Bosque caducifolio mediterráneo interior donde predominan Nothofagus obliqua y Cryptocarya alba (En peligro crítico)
- Bosque caducifolio templado costero donde predominan Nothofagus alpina y Persea lingue (En peligro)
- Bosque mixto mediterráneo-templado costero donde predominan Nothofagus dombeyi y Nothofagus obliqua (En peligro crítico)

### Medidas de protección ambiental y conflictos socioambientales
Hasta 2022, la comuna de Santa Juana cuenta con las siguientes zonas que poseen algún nivel de protección ambiental:
- AAVC Chaura De Laraquete De Las Corrientes (Iniciativa de Conservación Privada)[13]
- AAVC Pitao Y Chaura De Laraquete De Chivilingo (Iniciativa de Conservación Privada)[14]
- AAVC Pitao Y Ciprés Rio Lias (Iniciativa de Conservación Privada)[15]

#### Reciclaje
En abril de 2019 fue inaugurada dentro del área comunal, la primera planta de reciclaje y compostaje del país, combinando el tratamiento de residuos tanto orgánicos como inorgánicos.

## Demografía
La superficie comunal es de 731 km², y su población es de 13 201 habitantes (censo preliminar de 2012). El 2002 la población de la comuna correspondía al 0,68% de la población regional, y su radio urbano comprendía 7 095 habitantes.

### Localidades
En Santa Juana hay varias localidades rurales ubicadas principalmente en el sector de la Cordillera de Nahuelbuta:
- Tanahuillín
- Colico Alto
- Colico Bajo
- Colico Centro
- Tricauco
- Huallerehue
- Diñico
- Valle Hermoso
- Purgatorio[nota 1]
- Las Cachañas
- El Bajo
- Escuela Los Castaños
- Espigado
- Torre Dorada
- Cabrera
- La Generala
- San Jerónimo
- Balseadero
- Chacay

## Administración

### Municipalidad

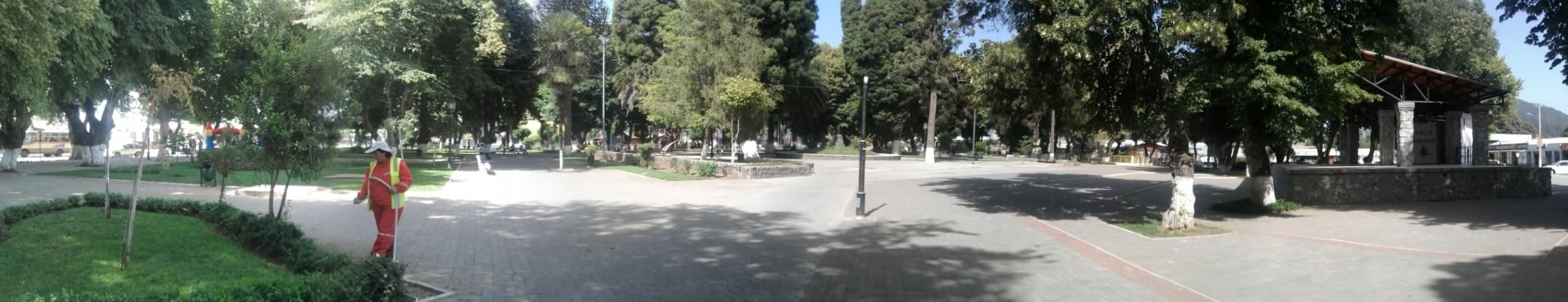
Plaza de armas de la comuna de Santa Juana.

La Municipalidad de Santa Juana para el periodo 2024-2028 es dirigido por el alcalde Ángel Castro Medina (Independiente / derecha) y el Concejo Municipal está conformado por los concejales:
- Jonathan Yáñez Garrido (IND - FRVS)
- Francisco Soto Recabal (UDI)
- Víctor Palma Cruces (RN)
- Fabián Riquelme Jara (IND - PSC)
- Juan González Luengo (IND - FRVS)
- Anita Saravia Vergara (IND - FRVS)

### Representación parlamentaria
Santa Juana forma parte de la Circunscripción Senatorial X y del Distrito Electoral 20. Es representada en la Cámara de Diputados del Congreso Nacional por los siguientes diputados:
- Sergio Bobadilla Muñoz (Unión Demócrata Independiente)
- Marlene Pérez Cartes (IND - UDI)
- Francesca Muñoz González (Partido Social Cristiano)
- Leonidas Andrés Romero Sáez (Partido Social Cristiano)
- Eric Aedo Jeldres (Partido Demócrata Cristiano)
- Félix González Gatica (Partido Ecologista Verde)
- María Candelaria Acevedo Sáez (Partido Comunista de Chile)
- Roberto Arroyo Muñoz (Partido Social Cristiano)

En el Senado, la representan:
- Sebastián Keitel Bianchi (Evolución Política)
- Enrique Van Rysselberghe Herrera (Unión Demócrata Independiente)
- Gastón Saavedra Chandía (Partido Socialista de Chile)

## Economía
En 2018, había 102 empresas registradas ante el Servicio de Impuestos Internos en Santa Juana. El Índice de Complejidad Económica (ECI) en el mismo año fue de -0,61, mientras que las actividades económicas con mayor índice de Ventaja Comparativa Revelada (RCA) fueron Venta al por Menor de Gas Licuado en Bombonas (190,46), Diseñadores de Interiores (78,21) y Fabricación de Pan, Productos de Panadería y Pastelería (69,07).
Muchas de las aldeas de la comuna se ubican rodeadas de recintos forestales, una de las actividades económicas predominantes en esta comuna y la más dañina para la flora y fauna de esta.

## Cultura
Entre los eventos festivos que desarrolla la comunidad se encuentra la Fiesta del Camarón, Fiesta de San Juan, Fiesta de la Miel y la Semana Santajuanina.

## Lugares de interés
- Fuerte Santa Juana de Guadalcazar : Declarado Monumento Nacional el 26 de octubre de 1977. Está rodeado con fosos y un puente de acceso, sus muros fueron construidos con piedra hexagonal.
- Río Lia: Se encuentra 8 km al poniente de la ciudad. Nace en la quebrada Las Juncas y a él se agregan los esteros Gullin, El Maipi y El Purgatorio y desemboca en el río Carampangue, de la comuna de Arauco. Es uno de los más importantes ríos de la Cordillera de Nahuelbuta. Bosques nativos, granjas recreativas, cabalgatas y piscinas, complementan la oferta turística.
- Laguna Rayenantu: Se encuentra junto al Fuerte Santa Juana a pocas cuadras de la Plaza de Armas. Cuenta con pasarelas de madera que permiten disfrutar del paisaje y de la vida marina.

|                                 |
| Pasarela de la Laguna Rayenantu |

|                                    |
| Fuerte Santa Juana de Guadalcázar. |

## Transporte
- Bus: Para llegar o salir a/de Santa Juana, está la línea Transportes Santa Juana SpA. como locomoción, la cual mediante una licitación reemplazó a Buses el Conquistador, quienes prestaron el servicio por décadas. Estos hacen el recorrido Concepción-Santa Juana Santa Juana-Concepción. También existe alternativa con buses interprovinciales con recorrido a Nacimiento, Angol y Concepción con la flota Buses Bío-Bío. Además existe un recorrido que comunica la comuna con el balneario de Playa Blanca (comuna de Coronel) que opera desde 2011, teniendo como recorrido Santa Juana - Patagual - Coronel Centro - Playa Blanca y llega hasta la ciudad de Lota.
- Ferrocarril: Santa Juana en algún momento tuvo un ferrocarril, empezaba desde la Estación Central de Concepción, hasta Santa Juana, utilizando la vía del Ramal Concepción-Curanilahue, el tramo casi completo de este ramal, fue levantado para crear el Camino de la Madera.